# Tam, gdzie żyją Eskimosi
Tam, gdzie żyją Eskimosi (ang. Where Eskimos Live) – polsko-niemiecko-amerykański dramat sensacyjny z 2002 roku reżyserii Tomasza Wiszniewskiego.
Film kręcono w Warszawie, Puławach, Kazimierzu Dolnym, Sarajewie od 4 września 2000.

## Fabuła
Akcja toczy się w powojennej Bośni. Główny bohater, Borsuk, to Polak zajmujący się handlem dziećmi. Przewozi je z byłej Jugosławii do Niemiec. Fabuła filmu dotyczy podróży, w której Borsuk zaprzyjaźnia się z kilkuletnim chłopcem.

## Obsada
- Bob Hoskins – Borsuk
- Sergiusz Żymełka – Vlado Petric
- Krzysztof Majchrzak – płk Vuko
- Marcin Dorociński – muzyk na chrzcinach
- Przemysław Sadowski – dezerter
- Katarzyna Bargiełowska – płacząca kobieta
- Mirosław Baka – zleceniodawca Sherkeya
- Szymon Bobrowski – lekarz
- Jarosław Boberek – kierowca ciężarówki
- Krzysztof Kiersznowski – Niemiec
- Marek Kasprzyk – szef rosyjskiej mafii
- Tomasz Dedek – członek rosyjskiej mafii
- Bronisław Pawlik – starzec w bibliotece
- Piotr Grabowski – żołnierz na blokadzie
- Andrzej Chyra – prawnik zleceniodawcy

## Nagrody
1996:
- Nagroda "Hartley-Merrill Award" za scenariusz - Robert Brutter i Tomasz Wiszniewski

1998:
- FF Sundance:
  - Nagroda za najlepszy europejski scenariusz - Robert Brutter i Tomasz Wiszniewski

2002:
- FF w Awignion:
  - nagroda dla najlepszego filmu europejskiego

2003:
- FF Optymistycznych "Happy End" w Jeleniej Górze:
  - nagroda dla najlepszego filmu